# レイシー洞窟

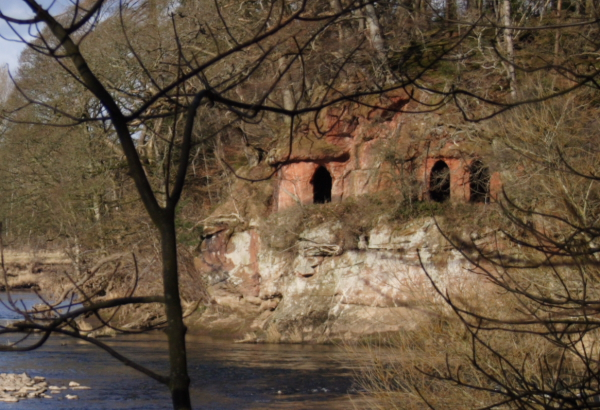
イーデン川の傍にあるレイシー洞窟を北側から見た光景

レイシー洞窟（レイシーどうくつ、Lacy's Caves）は、イングランドのカンブリア州 リトル・サルケルド村の真北にあるイーデン川の赤色砂岩でできた岩壁からなる5つの洞窟の総称であり、グリッド座標 NY564383の位置にあるカンブリア州の修道院近くにある。
これらの名称は18世紀に近くにあるサルケルド・ホールに住み、彫刻を依頼したサムエル・レイシー中佐に因んで名づけられた。創作の理由は不明であるが、レイシー中佐が客を接待するために使用したとされており、元々この地域には観賞用庭園が備えられていた。
この地はイーデン区により地域的重要地質遺跡に登録されていて、この地に向かう一般歩道は十分に整備されている。
歩道の一部はロング・メグ鉱山とセトル・カーライル線を結ぶ旧トロッコ用軌道の線路に沿っている。この地の近くには古代の環状列石であるロング・メグ・アンド・ハー・ドーターズがあり、人気の円形遊歩道になっている。